# شش‌پره‌ای ملکه کارولا
شش‌پره‌ای ملکه کارولا (نام علمی: Parotia carolae) نام یک گونه از سرده شش‌پره‌ای است.